# Giacobini-Zinners komet
Giacobini-Zinners komet (21P/Giacobini-Zinner) är en komet som observerades första gången i stjärnbilden Vattumannen 20 december 1900 av den franske astronomen Michel Giacobini vid observatoriet i Nice. När kometen skulle återkomma 1907 var observationsförhållandena så dåliga att inga observationer kunde göras. Den nästföljande periheliepassagen förväntades 1914. Men den återupptäcktes redan 23 oktober 1913, sex månader tidigare än förväntat av den tyske astronomen Ernst Zinner i Bamberg när han studerade variabelstjärnor i stjärnbilden Skölden nära himmelsekvatorn.
Kometens omloppstid är tämligen kort, cirka 6,5 år, och dess bana ligger nära jordens när den är som närmast solen (perihelium). Den är upphovet till meteorsvärmen Draconiderna som uppträder regelbundet i oktober varje år.
Giacobini-Zinners komet var den första komet som besöktes av en av människan skapad farkost. 10 september 1985 passerade rymdsonden International Cometary Explorer (ICE) genom dess koma (på cirka 8 000 km avstånd från den centrala kärnan) och gjorde mätningar av koman och kometsvansens beståndsdelar och magnetiska egenskaper.